# Provisional IRA South Armagh Brigade
De South Armagh Brigade van de Provisional Irish Republican Army (IRA) was een brigade van IRA die tijdens The Troubles actief was in het zuiden van County Armagh.

## Aanslagen
De South Armagh Brigade was tussen 1970 en 1997 verantwoordelijk voor een aantal van de dodelijkste aanslagen op het Britse leger tijdens The Troubles. De brigade was onder andere verantwoordelijk voor de Hinderlaag bij Warrenpoint, de dodelijkste aanval op het Britse leger tijdens The Troubles, en voor de aanval op een basis van de Royal Ulster Constabulary met een mortier in 1985, waarbij negen RUC politieagenten om het leven kwamen. Dit was de dodelijkste aanval op de RUC in haar geschiedenis.

## Smokkelactiviteiten
Voor het financieren van de activiteiten van de South Armagh Brigade en de IRA in z'n geheel, begon de South Armagh Brigade tijdens The Troubles met het smokkelen van goederen over de grens tussen Ierland en Noord-Ierland. In de jaren 80 smokkelde de South Armagh Brigade onder andere waspoeder over de grens, dat door de 'luxury tax' van de Ierse regering veel goedkoper was in Noord-Ierland. Daarnaast verdiende de Brigade veel geld met het verkopen van washed diesel; diesel voor landbouwmachines of huisbrandolie die wordt 'gewassen' om deze geschikt te maken voor persoonsvoertuigen.
Na het Goede Vrijdagakkoord zijn de smokkelactiviteiten doorgegaan door (oud-)leden van de South Armagh Brigade. Het smokkelnetwerk werd onder andere uitgebreid naar Engeland, en breidde zich ook uit naar de smokkel van mensen.

## South Armagh scherpschutter(s)

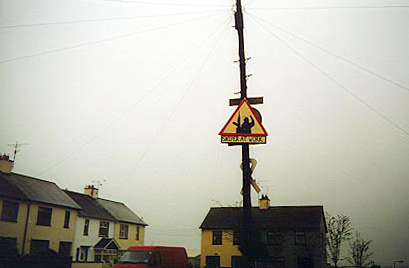
Het 'Sniper at Work' verkeersbord in Crossmaglen

De IRA maakte tijdens The Troubles regelmatig gebruik van scherpschutters. Zo ook de South Armagh Brigade, die tussen 1990 en 1997 in verschillende delen van South Armagh met twee scherpschuttersteams actief was. Naast de vier belangrijkste leden kon zo'n team bestaan uit zo'n twintig personen, die de omgeving verkenden en de bewegingen van het Britse leger in de gaten hielden. 
Ondanks het feit dat er meerdere teams actief waren, werd er vaak in enkelvoud naar de scherpschutters gerefereerd, die bekend kwamen te staan als de South Armagh Sniper. Een driehoekig verkeersbord met daarop het silhouet van een militair met daaronder de tekst Sniper at work werd een iconisch beeld voor de republikeinen. Sinds het Goedevrijdagakkoord zijn de woorden 'at work' bedekt met de tekst 'on hold' en 'job seeking'.
Tussen 1992 en 1997 overleden in totaal zeven Britse militairen en twee politieagenten van de RUC door het gebruik van scherpschutters door de South Armagh Brigade. Op 12 februari 1997 werd Lance Bombardier Stephen Restorick door een scherpschutter van South Armagh Brigade gedood, waarmee hij de laatste Britse soldaat was die overleed door vijandelijk vuur tijdens the Troubles.
De SAS wisten twee maanden na de dood van Restorick één van de scherpschuttersteams op te pakken. De vier IRA leden, James McArdle, Michael Caraher, Bernard McGinn en Martin Mines werden opgepakt in een boerderij in County Armagh, en een Barrett M90 geweer werd in beslag genomen. Minder dan twee jaar later werden ze als onderdeel van het Goede Vrijdagakkoord vrijgelaten.